# Andreas Salmen
Andreas Salmen (* 26. Mai 1962 in Göttingen; † 13. Februar 1992 in Berlin) war ein deutscher LGBT- und AIDS-Aktivist, Journalist und Autor.

## Leben
Noch in der Schulzeit engagierte sich Salmen politisch. „Undercover“ recherchierte er in der Neonazi-Szene West-Berlins und veröffentlichte seine Recherche-Ergebnisse kurze Zeit später. 1977 wurde er Mitglied der Jungdemokraten, der links orientierten, damaligen Jugendorganisation der FDP unter Jürgen Kunze. Er gehörte bis kurz vor der Räumung 1984 zu den Besetzern des Tuntenhauses in der Bülowstraße 55 in Berlin, studierte ab 1984 Politikwissenschaften an der Freien Universität Berlin, initiierte 1984 die erste schwule Familienzusammenführung zwischen West- und Ost-Berlin und war im gleichen Jahr Mitbegründer der Siegessäule, eines damaligen Berliner Monatsblatts für Schwule. Neben der politischen und AIDS-Berichterstattung schrieb er viel vor allem über britische Pop-Musik.
Salmen positionierte sich 1984 in der Zeitschrift Siegessäule heftig gegen die im Wahlprogramm der damaligen Berliner AL enthaltene Forderung, die §§ 174 und 176 im Rahmen einer Strafrechtsreform beizubehalten und nicht abzuschaffen. Demgegenüber verteidigte er die „Pädosexuellen“. Die Abschaffung hätte eine Entkriminalisierung von sexuellem Missbrauch von Kindern bedeutet.
Gemeinsam mit Rosa von Praunheim gehörte er im Sommer 1989 zu den Initiatoren und Mitgründern der ersten deutschen Act-Up-Gruppe und war Herausgeber eines Buches über Act Up. Salmen engagierte sich für AIDS-Projekte in Deutschland, wie etwa den Aufbau eines Stopp-Aids-Projektes in Berlin. Er schrieb verschiedene Bücher, verfasste Artikel und war zeitweise Redakteur der Zeitung für HIV-positiv Getestete „Virulent“, die anfangs von der BZgA unterstützt wurde, diese stellte die Unterstützung nach der zweiten Ausgabe aufgrund von politischen Differenzen aber ein. Mit seiner publizistischen Arbeit zum Themengebiet AIDS versuchte er, nach eigenen Aussagen sensibilisiert durch Aktivitäten der Buchladen-Eisenherz-Gründer Hedenström und Weber, auch das politische Bewusstsein der Schwulen für die existentielle Bedrohung durch AIDS zu schärfen.
Am 13. Februar 1992 starb Andreas Salmen an den Folgen von AIDS. Sein Nachlass wird im Archiv des Hamburger Instituts für Sozialforschung verwahrt.

## Schriften
- mit Albert Eckert: 20 Jahre bundesdeutsche Schwulenbewegung. 1969–1989. Bundesverband Homosexualität, Köln 1989.
- mit Rolf Rosenbrock (Hg.): AIDS-Prävention. Edition Sigma, Berlin 1990, ISBN 3-89404-660-0.
- Act up: Feuer unterm Arsch. Die AIDS-Aktionsgruppen in Deutschland und den USA. DAH, Berlin 1991.